# Birth Control
Birth Control is een Duitse krautrockband, wiens grootste succes het nummer Gamma Ray uit 1972 is. Lange stukken en solo-intermezzo's van de individuele instrumenten, met name de drumsolo's, zijn kenmerkend voor haar muziek.

## Bezetting
Oprichters
- Bernd Koschmidder (e-bas, tot 1972)
- Reinhold Sobotta (orgel, tot 1969)
- Rolf Gurra (saxofoon, zang, tot 1969)
- Fritz Gröger (zang, tot 1969)
- Klaus Orso (gitaar, tot 1968)
- Reiner Borchert (gitaar, tot 1969)
- Hugo Egon Balder (drums, tot 1968)

Huidige bezetting
- Martin 'Ludi' Ettrich (gitaar, sinds 2011)
- Sascha Kühn (keyboards, sinds 2001)
- Hannes Vesper (e-bas, sinds 1998)
- Peter Föller (zang, 1973–1977, sinds 2016)
- Manfred 'Manni' von Bohr (drums, 1977–1980, sinds 2016)

Voormalige leden
- Bernd Noske (zang, drums, percussie, 1968–2014, † 2014)
- Bruno Frenzel (gitaar, 1969–1983, † 1983)
- Hartmut Scheulgens (orgel, 1971)
- Peter Engelhardt (gitaar, 1995–2011)
- Wolfgang Neuser (orgel, 1972–1973, † 2018)
- Peter Föller (e-bas, 1973–1977)
- Bernd 'Zeus' Held (orgel, e-piano, 1973–1977)
- Dirk Steffens (gitaar, 1973–1974)
- Horst Stachelhaus (e-bas, 1977–1980; 1993–1998, † 1999)
- Jürgen Goldschmidt (e-bas, 1980–1982)
- Jörg Becker (keyboards, 1982)
- Xaver Fischer (keyboards, 1993–2000)
- Rolf 'Rocco' Klein (e-gitaar, 1993, † 2015)

## Geschiedenis
Birth Control werd in augustus 1966 geformeerd uit de twee Berlijnse bands de Earls en de Gents. Oprichters waren Bernd Koschmidder, Reinhold Sobotta, Rolf Gurra, Fritz Gröger, Klaus Orso, Reiner Borchert en Hugo Egon Balder. Aan het einde van de jaren 1960 was anticonceptie een hot topic vanwege de pauselijke encycliek Humanae Vitae. De bandleden hoorden de Engelse uitdrukking Birth Control op het radiostation AFN en besloten er de naam van de band van te maken.
Birth Control profileerde zich aanvankelijk als een coverband, voornamelijk met nummers van Julie Driscoll. Na de eerste bezettingswijzigingen (Balder en Orso verlieten de band en Bernd Noske trad toe tot de band) speelde de band begin 1969 een gastoptreden van drie maanden in een nachtclub in Beiroet. Gitarist Borchert bleef in Libanon, Bruno Frenzel verving hem. Nadat Fritz Gröger ook in de late zomer was vertrokken, begon de band hun eigen nummers op te nemen. De band trok toen door Duitsland. De eerste single werd geproduceerd in Wenen, Rolf Gurra verliet aan het einde van het jaar de band en de eerste lp Birth Control verscheen. De band was de enige Duitse band die was uitgenodigd voor het Super Concert 70 in de Deutschlandhalle in Berlijn, waar Jimi Hendrix, Ten Years After en Procol Harum ook speelden. De band verscheen ook in twee films, in een vampierkomedie en in Ich - ein Groupie (1970) met Ingrid Steeger.
De eerste lp van Birth Control werd uitgebracht in een ongewone hoes: een ronde doos die leek op een pillendoos. Er volgden tournees in Duitstalige landen en het tweede album in 1971. De paus werd afgebeeld op de cover met een baby-etend monster. De Engelse cover veroorzaakte een verpakkingsstaking omdat condooms erop stonden afgebeeld. Tegelijkertijd was het publiciteit, dus werd Birth Control uitgenodigd voor concerten in Engeland en was het de eerste Duitse band die optrad in de Londense Marquee Club. Na het Verenigd Koninkrijk volgde een concert in Cannes.
1972 was het jaar van de doorbraak voor Birth Control: het album Hoodoo Man werd uitgebracht bij het nieuwe platenlabel CBS Records. Birth Control toerde door Europa en was de hoofdact op evenementen. Het grootste succes was Gamma Ray, dat ook het technocircuit veroverde tijdens de jaren 1990. Verdere platen en tournees volgden. De omzet daalde eind jaren 1970. Horst Stachelhaus verving Föller in 1977, Manni von Bohr (zoals Stachelhaus van de band Message) zorgde als drummer ervoor dat Noske zich meer kon toeleggen op het zingen. In 1983 overleed Bruno Frenzel aan de late gevolgen van een elektrische schok, de band verloor zijn hoofdcomponist en tekstschrijver. Noske ontbond de band.
In 1993 herenigde Noske oude en nieuwe leden en blies Birth Control nieuw leven in. Naast oude opnamen, die geleidelijk op cd's verschenen, produceerde de band ook nieuwe albums, maar dankzij de oude hits was het weer erg populair. Xaver 'Fischfinger' Fischer (keyboards) droeg de meeste nummers bij aan het album Jungle Life. Na de dood van Horst Stachelhaus bestond de bezetting uit Bernd Noske (drums, zang), Peter Engelhardt (vanaf 2011 Martin 'Ludi' Ettrich) (gitaar), Sascha Kühn (keyboard) en Hannes Vesper (bas).
Op 18 februari 2014 overleed drummer en zanger Bernd Noske onverwacht door onbekende oorzaak, kort daarna kondigde de band de definitieve ontbinding aan. De resterende laatste bezetting Kühn, Ettrich & Vesper was van plan om na twee concerten ter nagedachtenis aan Noske te blijven optreden, maar dan, volgens hun eigen verklaringen, onder de naam Rebirth en waarschijnlijk in samenwerking met de voormalige bassist Peter Föller. De ontbinding van de band werd in 2014 ingetrokken, met de aankondiging dat de band zou blijven optreden onder de naam Birth Control. 
Op 5 januari 2016 kondigde de band op hun homepage aan dat ze weer actief zouden zijn. Weer erbij zijn, naast de laatste bezetting, de voormalige leden Peter Föller (zang) en Manfred von Bohr (drums). De publicatie van het album Here And Now, de laatste met Bernd Noske, vond plaats op 4 maart 2016. Tegelijkertijd kondigde de band voor het eerst sinds de dood van Noske nieuwe live-datums aan.

## Discografie
- 1970: Birth Control
- 1971: Operation
- 1972: Hoodoo Man
- 1973: Rebirth
- 1974: Live
- 1975: Plastic People
- 1976: Backdoor Possibilities
- 1977: Increase
- 1978: Titanic
- 1979: Live 79
- 1980: Count on Dracula
- 1981: Deal Done at Night
- 1982: Bäng
- 1994: Condomium (live)
- 1995: Two Worlds
- 1996: Jungle Life
- 1999: Getting There
- 2003: Alsatian
- 2005: 35th Anniversary – Live @ Rockpalast
- 2016: Here and Now

### DVD's
- 2005: Birth Control - History: Krautrock Classics, 135 Min.
- 2018: Birth Control - Live Harmonie Bonn, 115 Min.